# Proud (JLS)
Proud è un brano musicale della boy band britannica JLS, estratto come primo singolo dal quarto album del gruppo. Il singolo è stato pubblicato il 16 marzo 2012, ed è stato utilizzato come singolo di beneficenza ufficiale di Sport Relief. Il brano è stato scritto dagli JLS, Daniel Davidsen, Jason Gill, Jonathan Gill, Cutfather, e Ali Tennant. Proud ha venduto 44 777 copie nella prima settimana di pubblicazione debuttando alla sesta posizione della Official Singles Chart.

## Tracce
CD single / digital download
1. Proud – 4:02
2. Proud (Cutmore Radio Remix) – 3:21

## Classifiche
| Classifica (2012)                         | Posizione più alta |
| ----------------------------------------- | ------------------ |
| Irlanda (IRMA)                            | 28                 |
| Regno Unito (The Official Charts Company) | 6                  |
| Scozia (The Official Charts Company)      | 6                  |